# Aloina roseae
Aloina roseae là một loài Rêu trong họ Pottiaceae. Loài này được (R.S. Williams) Delgad. mô tả khoa học đầu tiên năm 1973.